# 車府七
天鵝座74（车府七），又名BD+39 4612，HD 205835、SAO 51101、HR 8266，是天鵝座的一颗恒星，视星等为5.01，位于銀經87.62，銀緯-8.76，其B1900.0坐标为赤經21h 32m 56.3s，赤緯+39° -8.76′ 51″。